# هاري بينك
هاري بينك (بالإنجليزية: Harry Penk)‏ (1934 - 2020)، هو لاعب كرة قدم إنجليزي لعب لاعب وسط جناح.
هو من مواليد يوم 19 يوليو 1934 في ويغان. وتوفي في يوم 22 يونيو 2020.
لعب مع الاندية التالية:
- 1953–1955 - نادي ويغان أتلتيك.
- 1955–1957 - نادي بورتسموث.
- 1957–1960 - نادي بليموث أرجايل.
- 1960–1964 - نادي ساوثهامبتون.